# Katovice
Katovice (germană Katowitz) este un sat în districtul Okres Strakonice, Cehia. Localitatea are cca. 1.300 locuitori și se află situată în Boemia de Sud pe cursul râului Otava la 6 km vest de orașul Strakonice.